# Succes verzekerd (televisieprogramma)
Succes verzekerd was een Nederlands televisieprogramma, uitgezonden op RTL 4. De spelshow werd aanvankelijk gepresenteerd door Carlo Boszhard, en in seizoen drie door Robert ten Brink.

## Het spel
Bij de start van het spel krijgt de kandidaat één miljoen euro en een lijst met zeven categorieën. De kandidaat mag zelf een categorie kiezen. Aan iedere categorie is een meerkeuzevraag gekoppeld. Deze vraag verschijnt pas als de categorie gekozen is. De eerste vraag heeft twee keuzes, de tweede drie enzovoorts. De laatste vraag (nummer zeven) heeft acht mogelijkheden.
Daarnaast moet de kandidaat beslissen op welk antwoord hij geld inzet. Tijdens het spel mag drie keer een zogenaamde verzekering worden afgesloten, wat betekent dat het geld mag worden verspreid over meerdere antwoorden. Hoe het geld verdeeld wordt, mag de kandidaat zelf weten, maar al het geld moet worden ingezet. Alleen het geld dat bij een goed antwoord wordt ingezet, wordt naar de volgende ronde meegenomen.
Het spel kan op twee manieren eindigen:
- De kandidaat kiest het verkeerde antwoord, of heeft het juiste antwoord niet verzekerd. In dat geval gaat hij met lege handen naar huis.
- De laatste vraag is correct beantwoord (al dan niet met verzekering). De kandidaat wint het overgebleven geld.

## Trivia
- Het spelprogramma lijkt sterk op het spel Kiezen of delen, dat in 2000/2001 door RTL 4 werd uitgezonden en gepresenteerd werd door Martijn Krabbé.